# Eugenia fluminensis
Eugenia fluminensis är en myrtenväxtart som beskrevs av Otto Karl Berg. Eugenia fluminensis ingår i släktet Eugenia och familjen myrtenväxter. Inga underarter finns listade i Catalogue of Life.